# Trachyuropoda willmanni
Trachyuropoda willmanni es una especie de arácnido del orden Mesostigmata de la familia Trachyuropodidae.

## Distribución geográfica
Se encuentra en España y Polonia.